# Чемпионат мира по биатлону 2020
Чемпионат мира по биатлону 2020 — 54-й чемпионат мира по биатлону, который прошёл в Антхольце-Антерсельве, Италия, с 12 по 23 февраля.

## Выбор места проведения
4 сентября 2016 года Антхольц-Антерсельва выиграла голосование (30 голосов) на 12-м Конгрессе IBU, который прошёл в Кишинёве. За право провести чемпионат боролись Поклюка (15 голосов) и Оберхоф (4 голоса), а также чешский город Нове-Место, который снял свою заявку до начала голосования. Чемпионат мира по биатлону 2020 года пройдёт в Антхольце в шестой раз.

## Медальный зачёт
*   Принимающая страна (Италия)
| Место           | Страна          | Золото | Серебро | Бронза | Всего |
| --------------- | --------------- | ------ | ------- | ------ | ----- |
| 1               | Норвегия        | 6      | 3       | 2      | 11    |
| 2               | Франция         | 3      | 2       | 3      | 8     |
| 3               | Италия*         | 2      | 2       | 0      | 4     |
| 4               | Россия          | 1      | 0       | 1      | 2     |
| 5               | Германия        | 0      | 4       | 1      | 5     |
| 6               | США             | 0      | 1       | 0      | 1     |
| 7               | Чехия           | 0      | 0       | 2      | 2     |
| 8               | Австрия         | 0      | 0       | 1      | 1     |
| 8               | Украина         | 0      | 0       | 1      | 1     |
| 8               | Швеция          | 0      | 0       | 1      | 1     |
| Всего стран: 10 | Всего стран: 10 | 12     | 12      | 12     | 36    |

## Медалисты

### Мужчины
| Дисциплина                                | Золото                                                                     | Золото            | Серебро                                                                             | Серебро         | Бронза                                                               | Бронза            |
| ----------------------------------------- | -------------------------------------------------------------------------- | ----------------- | ----------------------------------------------------------------------------------- | --------------- | -------------------------------------------------------------------- | ----------------- |
| Спринт 10 км см. подробнее                | Александр Логинов · Россия                                                 | 22:48.1 (0+0)     | Кантен Фийон Майе · Франция                                                         | +6.5 (1+0)      | Мартен Фуркад · Франция                                              | +19.5 (0+0)       |
| Гонка преследования 12,5 км см. подробнее | Эмильен Жаклен · Франция                                                   | 31:15.2 (0+0+0+0) | Йоханнес Тиннес Бё · Норвегия                                                       | +0.4 (1+1+0+0)  | Александр Логинов · Россия                                           | +23.9 (0+0+0+1)   |
| Индивидуальная гонка 20 км см. подробнее  | Мартен Фуркад · Франция                                                    | 49:43.1 (0+0+0+1) | Йоханнес Тиннес Бё · Норвегия                                                       | +57.0 (1+0+0+1) | Доминик Ландертингер · Австрия                                       | +1:22.1 (0+0+0+1) |
| Масс-старт 15 км см. подробнее            | Йоханнес Тиннес Бё · Норвегия                                              | 38:09.5 (0+0+0+0) | Кантен Фийон Майе · Франция                                                         | +42.2 (1+0+1+1) | Эмильен Жаклен · Франция                                             | +55.0 (1+0+1+0)   |
| Эстафета 4×7,5 км см. подробнее           | Франция · Эмильен Жаклен · Мартен Фуркад · Симон Детьё · Кантен Фийон Майе | 1:12:35.9         | Норвегия · Ветле Шоста Кристиансен · Йоханнес Дале · Тарьей Бё · Йоханнес Тиннес Бё | 1:12:57.4       | Германия · Эрик Лессер · Филипп Хорн · Арнд Пайффер · Бенедикт Долль | 1:13:12.1         |

### Женщины
| Дисциплина                               | Золото                                                                                             | Золото            | Серебро                                                                     | Серебро           | Бронза                                                                         | Бронза            |
| ---------------------------------------- | -------------------------------------------------------------------------------------------------- | ----------------- | --------------------------------------------------------------------------- | ----------------- | ------------------------------------------------------------------------------ | ----------------- |
| Спринт 7,5 км см. подробнее              | Марте Олсбю-Ройселанн · Норвегия                                                                   | 21:13.1 (0+1)     | Сьюзен Данкли · США                                                         | +6.8 (0+0)        | Луция Харватова · Чехия                                                        | +21.3 (1+0)       |
| Гонка преследования 10 км см. подробнее  | Доротея Вирер · Италия                                                                             | 29:22.0 (0+0+0+1) | Дениз Херрман · Германия                                                    | +9.5 (1+0+1+1)    | Марте Олсбю-Ройселанн · Норвегия                                               | +13.8 (1+0+0+2)   |
| Индивидуальная гонка 15 км см. подробнее | Доротея Вирер · Италия                                                                             | 43:07.7 (1+1+0+0) | Ванесса Хинц · Германия                                                     | 43:09.9 (0+0+0+1) | Марте Олсбю-Ройселанн · Норвегия                                               | 43:23.5 (0+1+0+1) |
| Масс-старт 12,5 км см. подробнее         | Марте Олсбю-Ройселанн · Норвегия                                                                   | 39:14.0 (1+1+0+0) | Доротея Вирер · Италия                                                      | +20.7 (1+0+1+1)   | Ханна Эберг · Швеция                                                           | +26.1 (1+0+0+2)   |
| Эстафета 4×6 км см. подробнее            | Норвегия · Сюннёве Сулемдаль · Ингрид Ландмарк Тандревольд · Тириль Экхофф · Марте Олсбю-Ройселанн | 1:07:05.7         | Германия · Каролин Хорхлер · Ванесса Хинц · Франциска Пройс · Дениз Херрман | 1:07:16.4         | Украина · Анастасия Меркушина · Юлия Джима · Вита Семеренко · Елена Пидгрушная | 1:07:36.8         |

### Смешанные эстафеты
| Дисциплина                                               | Золото                                                                                             | Золото                                                  | Серебро                                                                  | Серебро                                                   | Бронза                                                                                 | Бронза                                                  |
| -------------------------------------------------------- | -------------------------------------------------------------------------------------------------- | ------------------------------------------------------- | ------------------------------------------------------------------------ | --------------------------------------------------------- | -------------------------------------------------------------------------------------- | ------------------------------------------------------- |
| Смешанная эстафета 4×6 км см. подробнее                  | Норвегия · Марте Олсбю-Ройселанн · Тириль Экхофф · Тарьей Бё · Йоханнес Тиннес Бё                  | 1:02:27.7 (0+0) (0+1) (0+2) (0+0) (0+0) (0+2)           | Италия · Лиза Виттоцци · Доротея Вирер · Лукас Хофер · Доминик Виндиш    | 1:02:43.3 (0+2) (0+0) (0+1) (0+1) (0+0) (0+0) (0+0) (0+2) | Чехия · Ева Кристейн-Пускарчикова · Маркета Давидова · Ондржей Моравец · Михал Крчмарж | 1:03:14.1 (0+1) (0+0) (0+0) (0+0) (0+0) (0+1)           |
| Одиночная смешанная эстафета 6 км + 7,5 км см. подробнее | Норвегия · Марте Олсбю-Ройселанн · Йоханнес Тиннес Бё · Марте Олсбю-Ройселанн · Йоханнес Тиннес Бё | 34:19.9 (0+1) (0+0) (0+1) (0+3) (0+0) (0+1) (0+0) (0+0) | Германия · Франциска Пройс · Эрик Лессер · Франциска Пройс · Эрик Лессер | 34:37.5 (0+0) (0+1) (0+0) (0+2) (0+1) (0+0) (0+0) (0+1)   | Франция · Анаис Бескон · Эмильен Жаклен · Анаис Бескон · Эмильен Жаклен                | 34:49.7 (0+0) (0+0) (0+0) (0+2) (1+0) (0+0) (0+0) (0+0) |

## Расписание
| Дата       | Время (мск) | Дисциплина                            |
| ---------- | ----------- | ------------------------------------- |
| 13 февраля | 16:45       | Смешанная эстафета.                   |
| 14 февраля | 16:45       | Спринт. Женщины 7,5 км.               |
| 15 февраля | 16:45       | Спринт. Мужчины 10 км.                |
| 16 февраля | 15:00       | Гонка преследования. Женщины 10 км.   |
| 16 февраля | 17:15       | Гонка преследования. Мужчины 12,5 км. |
| 18 февраля | 16:15       | Индивидуальная гонка. Женщины 15 км.  |
| 19 февраля | 16:15       | Индивидуальная гонка. Мужчины 20 км.  |
| 20 февраля | 17:15       | Одиночная смешанная эстафета.         |
| 22 февраля | 13:45       | Эстафета. Женщины 4х6 км.             |
| 22 февраля | 16:45       | Эстафета. Мужчины 4х7,5 км.           |
| 23 февраля | 14:30       | Масс-старт. Женщины 12,5 км.          |
| 23 февраля | 17:00       | Масс-старт. Мужчины 15 км.            |